# Microlanceur

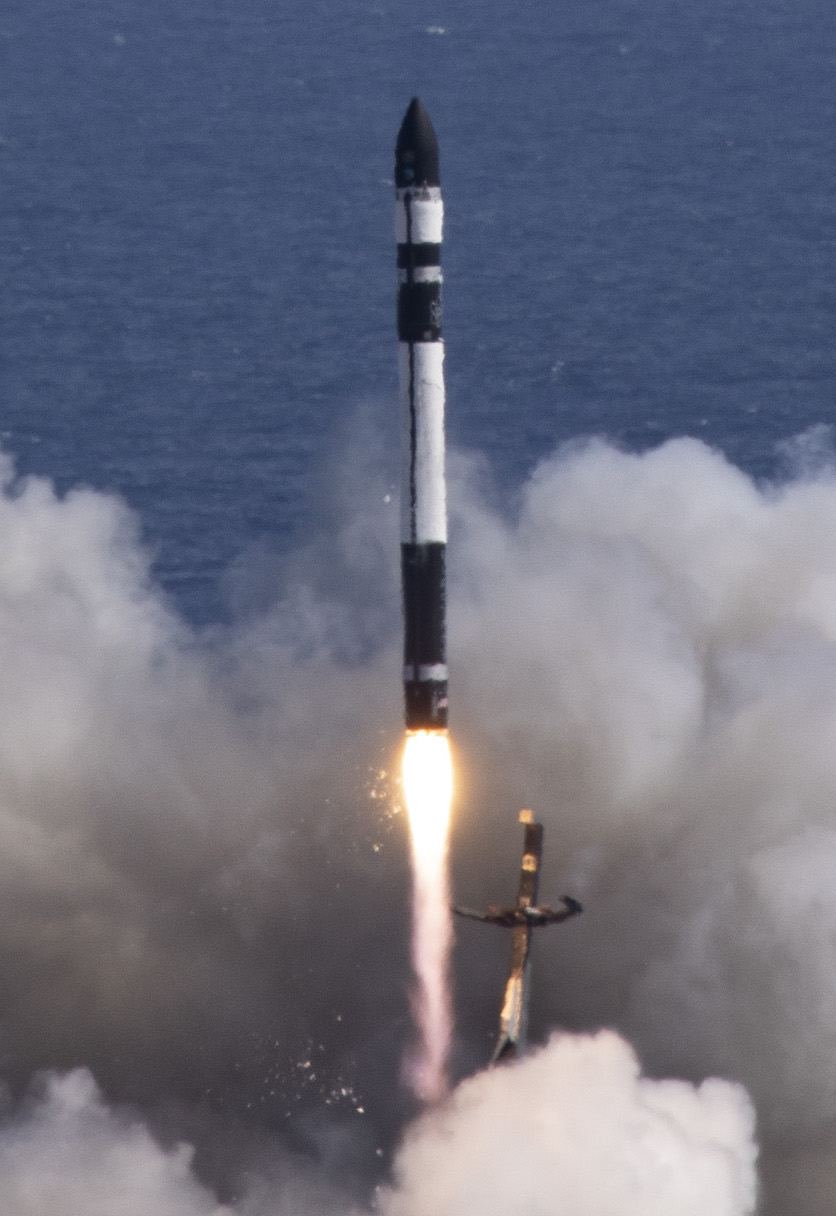
Le lanceur Electron.

Un microlanceur ou micro-lanceur est un lanceur spatial capable de placer en orbite terrestre basse une charge utile de masse inférieure à cinq cents kilogrammes. Généralement, il est préférable de désigner ce type de lanceur par lanceur léger, capable de placer jusqu'à deux tonnes.

## Principales caractéristiques  des lanceurs opérationnels, en développement et retirés du service
- En développement
- Retiré du service
- Opérationnel

| Famille de lanceurs | Pays             | Constructeur       | Étages | Boosters | Charge utile (kg) | Charge utile (kg) | Charge utile (kg) | Charge utile (kg) | Coût (M$) | Nombre de vols | Nombre de vols | Nombre de vols        | Nombre de vols | Statut                     | Année lancement | Année lancement | Références        | Remarques                                           |  |
| Famille de lanceurs | Pays             | Constructeur       | Étages | Boosters | LEO               | GTO               | SSO               | TLI               | Coût (M$) | Total          | Mise en orbite | Orbite visée atteinte | Vol suborbital | Statut                     | Premier         | Dernier         | Références        | Remarques                                           |  |
| ------------------- | ---------------- | ------------------ | ------ | -------- | ----------------- | ----------------- | ----------------- | ----------------- | --------- | -------------- | -------------- | --------------------- | -------------- | -------------------------- | --------------- | --------------- | ----------------- | --------------------------------------------------- |  |
| ASLV                | Inde             | ISRO               | 4      | 2        | 150               |                   |                   |                   |           | 4              |                |                       |                | Retirée du service         | 1987            | 1994            | [ 3 ]             |                                                     |  |
| Aurora              | Canada           | Reaction Dynamics  | 2      | 0        | 50-150            |                   |                   |                   | 2         | 0              |                |                       |                | En développement           | 2023 (prev)     |                 | [ 4 ]             | Prévu: vol suborbital (2023) et vol orbital (2024)  |  |
| Black Arrow         | UK               | RAE Westland       | 3      | 0        | 132               |                   |                   |                   |           | 4              | 3              | 2                     |                | Retirée du service         | 1969            | 1971            | [ 5 ]             |                                                     |  |
| Diamant             | France           | SEREB              | 3      | 0        | 130-190-220       |                   |                   |                   |           | 12             | 10             | 9                     |                | Retirée du service         | 1965            | 1975            | [réf. nécessaire] |                                                     |  |
| Electron            | Nouvelle-Zélande | Rocket Lab         | 2      | 0        | 250               |                   | 150               |                   | 7,5       | 35             | 32             | 32                    |                | Opérationnel               | 2017            |                 | [ 6 ]             | Premier succès le 21 janvier 2018                   |  |
| Eris                | Australie        | Gilmour Space      | 3      | 0        | 305               |                   | 215               |                   |           | 0              |                |                       |                | En développement           | 2023 (prev)     |                 | [ 7 ]             | Version Bloc 1                                      |  |
| Falcon 1 et 1e      | USA              | SpaceX             | 2      | 0        | 420               |                   |                   |                   | 7,9       | 5              | 2              | 2                     |                | Retirée du service         | 2006            | 2009            |                   | v1 remplacé par version 1e                          |  |
| Hyperbola-1         | Chine            | iSpace             | 4      | 0        | 300               |                   | 150               |                   |           | 4              | 1              |                       |                | Opérationnel               | 2019            |                 | [ 10 ]            |                                                     |  |
| Jielong-1           | Chine            | CASC               | 4      | 0        | 200               |                   | 150               |                   |           | 1              | 1              | 1                     |                | Opérationnel               | 2019            |                 | [ 11 ]            |                                                     |  |
| Kuaizhou-1A         | Chine            | CASIC              | 4      | 0        | 300               |                   | 250               |                   |           | 19             | 17             |                       |                | Opérationnel               | 2017            |                 | [ 12 ]            |                                                     |  |
| LauncherOne         | USA              | Virgin Orbit       | 2      | 0        | 500               |                   | 300               |                   |           | 6              | 4              |                       |                | Retirée du service         | 2020            | 2023            | [ 13 ]            | LauncherOne est un lanceur aéroporté                |  |
| Miura 5             | Espagne          | PLD Space          | 2      | 500      |                   |                   |                   |                   |           | 0              |                |                       |                | En développement           | 2024 (prev)     |                 | [ 14 ]            |                                                     |  |
| Naro                | South Korea      | Khrounitchev KARI  |        |          | 100               |                   |                   |                   |           | 3              | 1              | 1                     |                | Retirée du service         | 2009            | 2013            | [ 15 ]            |                                                     |  |
| New Line-1          | Chine            | LinkSpace          | 2      | 0        |                   |                   | 200               |                   |           | 0              |                |                       |                | En développement           | 2023 (prev)     |                 | [ 16 ]            |                                                     |  |
| OS-M                | Chine            | OneSpace           | 3      | 0        | 205               |                   | 112               |                   |           | 1              | 0              |                       |                | En attente d'un vol réussi | 2019            |                 | .                 |                                                     |  |
| Pegasus             | USA              | Orbital Sciences   |        |          | 450               |                   |                   |                   |           | 45             | 42             | 40                    |                | Opérationnel               | 1990            |                 | [ 18 ]            | Pegasus est un lanceur aéroporté                    |  |
| Prime               | Royaume-Uni      | Orbex              | 2      |          | 150               |                   |                   |                   |           | 0              |                |                       |                | En développement           | 2023 (prev)     |                 | [ 19 ]            |                                                     |  |
| Rocket 3            | USA              | Astra Space        | 2      | 0        | 200               |                   | 150               |                   |           | 9              | 2              |                       | 2              | Retirée du service         | 2020            | 2022            | ,                 | Dernier vol le 12 juin 2022                         |  |
| Safir               | Iran             | ISA                |        |          | 50                |                   |                   |                   |           | 9              | 4              |                       |                | Opérationnel               | 2007            |                 | [ 22 ]            |                                                     |  |
| Scout               | USA              | US Air Force NASA  |        |          | 210               |                   |                   |                   |           | 125            | 104            |                       |                | Retirée du service         | 1960            | 1994            | [ 23 ]            | Versions : X1, X2, A, D, G                          |  |
| Shavit              | Israel           | IAI                |        |          | 225               |                   |                   |                   | 15        | 11             | 9              | 9                     |                | Opérationnel               | 1988            |                 | [ 24 ]            | Versions : Shavit, -1, -2                           |  |
| R-29 Shtil          | Russie           | Makeïev            |        |          | 430               |                   |                   |                   |           | 8              |                |                       |                | Opérationnel               | 1995            | 2006            | [ 25 ]            | Versions : Vysota, Volna, Shtil, 2.1, 2R, 3         |  |
| Simorgh             | Iran             | ISA                | 2      | 0        | 350               |                   |                   |                   |           | 6              | 0              |                       |                | En attente d'un vol réussi | 2017            |                 | [ 26 ]            |                                                     |  |
| SPARK               | USA              | Université d'Hawaï | 2      | 0        |                   |                   | 275               |                   |           | 1              | 0              |                       |                | En attente d'un vol réussi | 2015            |                 | [ 27 ]            |                                                     |  |
| Skyrora XL          | Royaume-Uni      | Skyrora            | 3      |          | 315               |                   |                   |                   |           | 0              |                |                       |                | En développement           | 2023 (prev)     |                 | [ 28 ]            |                                                     |  |
| SLV                 | Inde             | ISRO               |        |          | 40                |                   |                   |                   |           | 4              | 3              | 2                     |                | Retirée du service         | 1979            | 1983            | [ 29 ]            | Lancement de la série de satellites Rohini          |  |
| SS-520              | Japon            | IHI Aerospace      | 3      | 0        | 4                 |                   |                   |                   |           | 5              | 1              |                       | 3              | Opérationnel               | 2017            |                 | [ 30 ]            | Fusée-sonde modifiée par ajout d'un troisième étage |  |
| SSLV                | Inde             | ISRO               | 3      | 0        | 500               |                   | 300               |                   |           | 2              | 1              | 1                     |                | Opérationnel               | 2022            |                 | ,                 | Premier succès le 10 février 2023                   |  |
| Unha                | Corée du Nord    | KCST               |        |          | 100               |                   |                   |                   |           | 5              | 2              |                       |                | Opérationnel               | 2006            |                 | [ 33 ]            |                                                     |  |
| Vanguard            | USA              | Martin             | 3      |          | 23                |                   |                   |                   |           | 12             | 3              |                       |                | Retirée du service         | 1957            | 1959            | [ 34 ]            | Dérivé des fusées-sondes Viking et Aerobee          |  |
| VLS-1               | Brésil           | DCTA               |        |          | 380               |                   |                   |                   |           | 2              | 0              |                       |                | Interrompu                 | 1997            | 2003            | [ 35 ]            |                                                     |  |
| VLM                 | Brésil           | DCTA               |        |          | 150               |                   |                   |                   |           | 0              |                |                       |                | En développement           | 2025 (prev)     |                 | [ 36 ]            |                                                     |  |
| Zéphyr              | France           | Latitude           | 3      |          | 200               |                   |                   |                   |           | 0              |                |                       |                | En développement           | 2024 (prev)     |                 | [ 37 ]            |                                                     |  |